# Ullal (hidrologia)
Un ullal és una font o brollador natural d'aigua subterrània, en forma de forat rodó, que pot amidar des d'alguns metres de diàmetre fins a més de cinquanta, i un rang de profunditats que acostuma a ser d'entre 2 i 7 metres. Algunes vegades es poden fusionar diferents cubetes, resultant en un ullal en forma de 8 o amb contorns menys regulars. El perfil batimètric de les cubetes acostuma a tenir forma d'embut i unes parets pràcticament verticals. La zona d'alimentació de l'ullal s'acostuma a trobar al punt central i més profund de la cubeta. Els ullals apareixen quan el nivell freàtic de l'aigua talla la superfície topogràfica o bé permea a través dels materials del sòl. L'aigua que emana dels ullals, si aquests o el seu entorn no han patit modificacións, inunda zones més o menys extenses anomenades marjals.
Als Països Catalans, destaquen els ullals que hi ha a la zona del Delta de l'Ebre i a la Safor. A Catalunya, dins del Delta de l'Ebre hi trobem els Ullals de l'Arispe i Baltasar, els Ullals de Panxa, els Ullals de Mal Morta i del Tronc (dins dels Erms de Vilacoto) i els Ullals de l'Aldea. Fora de la plataforma deltaica hi trobem els Ullals de la Carrova al nord d'Amposta, l'Ullal d'en Rubera a La Sénia i els Ullals de Campredó a Tortosa, entre d'altres. Al País Valencià, a la zona de la Safor, hi destaquen l'Ullal de les Aigües a Pego, l'Ullal del L'Estany del Duc i l'Ullal de la Perla, ambdós a Gandia, l'Ullal del Bovetar de Guardamar de la Safor o l'ullal Gran de Tavernes de la Valldigna. També hi ha ullals al sud de l'Albufera, a Sollana, on s'hi troben l'ullal del Tramusser, l'ullal de la Font del Forner, l'ullal de la Font de Barret i l'ullal del Rajolar o d'El Romaní, entre altres.
Els ullals acostumen a ser espais amb una biodiversitat molt rica, tant pel fet de ser zones humides com per les seves característiques singulars i el seu aïllament. Acostumen a tenir una qualitat d'aigua alta, pel fet de provenir directament del subsòl, i són refugi d'espècies sensibles a l'alteració i la pèrdua de qualitat de les aigües. S'hi solen trobar espècies de peixos tals com el fartet, el samaruc o el llopet de riu, tots ells espècies protegides actualment.